# Lubimowka (rejon bolszesołdatski)
Lubimowka (ros. Любимовка) – wieś (ros. село, trb. sieło) w zachodniej Rosji, centrum administracyjne sielsowietu lubimowskiego w rejonie bolszesołdatskim obwodu kurskiego.

## Geografia
Miejscowość położona jest nad Rieutem (lewy dopływ Sejmu), 21 km od centrum administracyjnego rejonu (Bolszoje Sołdatskoje), 45 km od Kurska.
W granicach miejscowości znajdują się ulice: 50 let Pobiedy, pierieułok Giennadija Mosołowa, Żeleznodorożnaja, Zawodskaja, Lenina, Ługowaja, Majskij pierieułok, Mira, Mołodiożnaja, Razdolnaja, Szkolnaja, Pierwaja Raboczaja, Wtoraja Raboczaja, Trietja Raboczaja, Pierwyj Parkowyj pierieułok, Wtoroj Parkowyj pierieułok.

## Demografia
W 2010 r. miejscowość zamieszkiwało 1351 osób.

## Atrakcje
- Muzeum historii wsi i cukrowni „Kollektivist”[2]